# Freeman Spur
Freeman Spur è un villaggio degli Stati Uniti d'America, situato nello Stato dell'Illinois, diviso tra la contea di Williamson e la contea di Franklin.